# Alice Henley
Alice Sarah Henley (Ipswich, 28 novembre 1982) è un'attrice britannica.

## Biografia
Alice Sarah Henley nasce a Ipswich nel 1982. Nel 1995 inizia la sua carriera di attrice, recitando nel ruolo di Phyllis in un adattamento teatrale di The Railway Children.
È co-proprietaria di una compagnia teatrale londinese, la SWEETFA.
È nota al grande pubblico principalmente per la sua interpretazione di Livia in Roma.

## Filmografia

### Attrice

#### Cinema
- La promessa dell'assassino (Eastern Promises), regia di David Cronenberg (2007)

#### Televisione
- Roma (Rome) – serie TV, episodi 2x08-2x09-2x10 (2007)
- Metropolitan Police – serie TV, episodio 23x52 (2007)
- Rock Rivals – serie TV, episodi 1x03-1x04 (2008)
- EastEnders – serial TV, 1 puntata (2008)
- My Almost Famous Family – serie TV, 10 episodi (2009)
- Delitti in Paradiso (Death in Paradise) – serie TV, episodio 1x02 (2011)
- Holby City – serie TV, episodio 14x45 (2012)
- DCI Banks – serie TV, episodi 2x05-2x06 (2012)
- Padre Brown (Father Brown) – episodio 2x07 (2014)
- Doctors – serial TV, 2 puntate (2014-2018)
- Casualty – serie TV, episodio 31x16 (2016)
- I Durrell - La mia famiglia e altri animali (The Durrells) – serie TV, episodio 3x03 (2018)

### Doppiaggio
- Dark Souls III – videogioco (2016)